# Ludwig Schöberlein

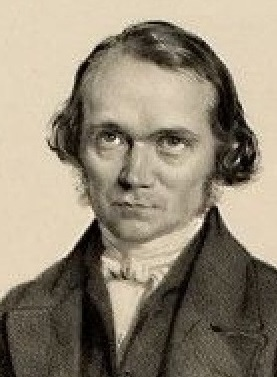
Ludwig Schöberlein (1854)

Ludwig Friedrich Schöberlein (* 6. September 1813 in Colmberg bei Ansbach; † 8. Juli 1881 in Göttingen) war ein lutherischer Theologe, Universitätsprofessor und Abt des Klosters Bursfelde bei Hann. Münden.

## Leben und Wirken
Nach dem Abitur 1830 am (heutigen) Wilhelmsgymnasium München studierte er Theologie, zunächst an der Universität München.
Von 1841 bis 1850 war Schöberlein als Repetent und Privatdozent an der Universität Erlangen tätig, wo er auch den Akademischen Chorverein gründete.
Am 4. Juni 1849 heiratete er in München Elisabetha Katianer, eine Adoptivtochter der Malerin Luise Wolf.
Im Jahre 1850 wurde er a.o. Professor an der Universität Heidelberg, ging dann 1855 als ordentlicher Professor in den Fächern Systematische Theologie und Liturgik an die Universität Göttingen.
In Göttingen nahm er als Mitglied der liturgischen Kommission und der Gesangbuch-Kommission starken Einfluss auf die liturgischen Verhältnisse in der Hannoverschen Landeskirche. 1872 wurde er zum Konsistorialrat ernannt.
Im Jahre 1878 wurde Ludwig Schöberlein zum evangelischen Abt des Klosters Bursfelde in der Nachfolge von Friedrich Ehrenfeuchter gewählt. Seine Ämter übte er bis zu seinem Tode 1881 aus.
Es war Schöberlein ein Anliegen, die Liturgie in der lutherischen Kirche zu beleben und sie auf reformatorischer Grundlage auszubilden, dabei stets die urbildlichen Züge des urchristlichen Gottesdienstes im Auge zu behalten.
Ludwig Schöberlein war Begründer und mit Pfarrer Max Herold und Professor Eduard Krüger Herausgeber der ersten Zeitschrift für evangelische Kirchenmusik Siona. Monatschrift für Liturgie und Kirchenmusik. Sie förderte vor allem polyphone Gregorianik und Cäcilianismus in deutscher Sprache.
Diese Zeitschrift, die dem fränkischen Neuluthertum verbunden war, kann aufgrund ihres überkonfessionellen Charakters zugleich als eine der ersten ökumenischen Periodika angesehen werden. Dies dokumentiert sich auch darin, dass in vielen Jahrgängen mehrere Artikel unter der Rubrik „Ökumenisches“ aufgenommen worden sind. Er gilt als Versöhnungstheologe und Religionsphilosoph. Eine Neuveröffentlichung seines „Liederschatzes“ ist für 2009 vorgesehen.

## Überlieferung
Der wissenschaftliche Nachlass von Ludwig Schöberlein wird in den Spezialsammlungen der Niedersächsischen Staats- und Universitätsbibliothek Göttingen aufbewahrt.

## Schriften
- Der evangelische Gottesdienst nach den Grundsätzen der Reformation und mit Rücksicht auf das jetzige Bedürfnis. Heidelberg 1854.
- Der evangelische Hauptgottesdienst in Formularen für das ganze Kirchenjahr, 1855, 1874².
- Über den liturgischen Ausbau des Gemeindegottesdienstes in der deutschen evangelischen Kirche. Gotha 1859.
- Das Wesen des christlichen Gottesdienstes. Vandenhoeck & Ruprecht, Göttingen 1860 (Digitalisat der Niedersächsischen Staats- und Universitätsbibliothek Göttingen).
- Prinzip und System der Dogmatik. 1881.